# Sporting Club Sigois
Pour les articles homonymes, voir SCS.
Maillots
Le Sporting Club Sigois (en arabe : نادي سبورتينغ سيق), plus couramment abrégé en SC Sigois, est un club algérien de football fondé en 1903 puis disapru en 1962, et situé dans la ville de Sig.
Il évoluait au stade Municipal de Sig actuellement stade Saïd Ahmed.

## Histoire
Le Sporting Club Sigois est créé en 1903 dans la ville de Sig, par des colons européens qui étaient des amateurs de sport et de football.

## Palmarès
| Compétitions nationales                                                             |
| ----------------------------------------------------------------------------------- |
| - Ligue d'Oran de Football Association ,: - Promotion d'honneur : - Champion : 1922 |

### Classement en championnat d'Oranie par année
- 1920-21 :
- 1921-22 :
- 1922-23 :
- 1923-24 :
- 1924-25 :
- 1925-26 :
- 1926-27 : Division d'Honneur, ?e
- 1927-28 : Division d'Honneur, ?e
- 1928-29 : Division d'Honneur, ?e
- 1929-30 :
- 1930-31 :
- 1931-32 :
- 1932-33 :
- 1933-34 :
- 1934-35 :
- 1935-36 :
- 1936-37 :
- 1937-38 :
- 1938-39 :
- 1939-40 :
- 1940-41 :
- 1941-42 :
- 1942-43 :
- 1943-44 :
- 1944-45 :
- 1945-46 :
- 1946-47 : Promotion d'Honneur, ?e
- 1947-48 : Promotion d'Honneur, ?e
- 1948-49 : Promotion d'Honneur, ?e
- 1949-50 : Promotion d'Honneur, ?e
- 1950-51 : Promotion d'Honneur, ?e
- 1951-52 : Promotion d'Honneur, ?e
- 1952-53 : Promotion d'Honneur, ?e
- 1953-54 : Promotion d'Honneur, ?e
- 1954-55 : Promotion d'Honneur, ?e
- 1955-56 : Promotion d'Honneur, ?e
- 1956-57 :
- 1957-58 :
- 1958-59 :
- 1959-60 : Division d'Honneur, ?e
- 1960-61 : Division d'Honneur, ?e
- 1961-62 : Division d'Honneur, ?e

## Personnalités du club

### Présidents du club
- Verdun Joseph

### Entraîneur du club
- André Philippot
- Dragutini Marcel

### Anciens joueurs du club
Quelques joueurs qui ont marqué l'histoire du SC Sigois.
- Max Charbit
- André Philippot
- Vencent Rios
- Joaquin Diaz
- Albert Lopez
- François Nadal
- René Pic